# Fernando Cento
Fernando Cento (Pollenza, 10 agosto 1883 – Roma, 13 gennaio 1973) è stato un cardinale e arcivescovo cattolico italiano.

## Biografia
Nacque a Pollenza, in Provincia di Macerata, il 10 agosto 1883 da Evaristo Cento ed Ermelinda Andreani, è il fratello maggiore dell'intellettuale Vincenzo Cento. Dal 1893 al 1905 studiò teologia e filosofia nel seminario di Macerata. Proseguì gli studi presso la Pontificia Università Gregoriana e all'Università La Sapienza di Roma. Il 17 dicembre 1905 fu ordinato diacono.
Ricevette l'ordinazione sacerdotale il 23 dicembre 1905 a Macerata. Successivamente compì ulteriori studi a Roma. Dal 1906 al 1916 insegnò letteratura presso il seminario di Macerata e filosofia presso il liceo classico di Macerata. Dal 1915 al 1917, durante la prima guerra mondiale, prestò servizio presso l'ospedale militare di Ancona. Il 15 novembre 1917 fu nominato ciambellano privato di Sua Santità. Tra il 1917 e il 1919 fu segretario dell'arcivescovo, poi cardinale, Giovanni Tacci Porcelli. Dal 1919 al 1922 fu parroco della cattedrale di Macerata.
Il 22 luglio 1922 fu eletto vescovo di Acireale e fu consacrato il 3 settembre 1922 dal cardinale Giovanni Tacci Porcelli. Il 24 giugno 1926 fu promosso arcivescovo titolare di Seleucia Pieria. Il 28 giugno 1926 fu nominato nunzio apostolico in Venezuela. Il 26 luglio 1936 fu nominato nunzio in Perù.
Il 9 marzo 1946 fu nominato nunzio apostolico in Belgio e Lussemburgo. Il 2 giugno 1953 fu trasferito, sempre come nunzio, in Portogallo.
Papa Giovanni XXIII lo elevò al rango di cardinale nel concistoro del 15 dicembre 1958 con il titolo di Sant'Eustachio, diaconia elevata pro illa vice. Il 12 febbraio 1962 fu nominato penitenziere maggiore della penitenzieria apostolica, carica che mantenne fino al 6 aprile 1967. Tra il 1962 e il 1965 partecipò al Concilio Vaticano II. Partecipò al conclave del 1963 che elesse Paolo VI. Il 23 aprile 1965 papa Paolo VI lo promosse all'ordine dei vescovi assegnandogli il titolo della sede suburbicaria di Velletri. Il 1º gennaio 1971, in conseguenza del motu proprio Ingravescentem Aetatem, perse il diritto di partecipare al conclave.
Morì a Roma il 13 gennaio 1973 all'età di 89 anni. Il funerale fu celebrato il 16 gennaio nella basilica di San Pietro. Fu sepolto nella chiesa parrocchiale di Sant'Antonio a Pollenza.

## Genealogia episcopale e successione apostolica
La genealogia episcopale è:
- Cardinale Scipione Rebiba
- Cardinale Giulio Antonio Santori
- Cardinale Girolamo Bernerio, O.P.
- Arcivescovo Galeazzo Sanvitale
- Cardinale Ludovico Ludovisi
- Cardinale Luigi Caetani
- Cardinale Ulderico Carpegna
- Cardinale Paluzzo Paluzzi Altieri degli Albertoni
- Papa Benedetto XIII
- Papa Benedetto XIV
- Papa Clemente XIII
- Cardinale Bernardino Giraud
- Cardinale Alessandro Mattei
- Cardinale Pietro Francesco Galleffi
- Cardinale Filippo de Angelis
- Cardinale Amilcare Malagola
- Cardinale Giovanni Tacci Porcelli
- Cardinale Fernando Cento

La successione apostolica è:
- Vescovo Salvador Montes de Oca (1927)
- Vescovo José Félix Heredia Zurita, S.I. (1938)
- Vescovo León Buenaventura de Uriarte Bengoa, O.F.M. (1940)
- Cardinale Juan Gualberto Guevara y de la Cuba (1941)
- Vescovo Teodosio Moreno Quintana (1941)
- Arcivescovo Mariano Jacinto Valdivia y Ortiz (1941)
- Vescovo Victorino Alvarez, S.D.B. (1941)
- Vescovo Fortunato Chirichigno Pontolido, S.D.B. (1941)
- Vescovo José Constantino García Pulgar, O.S.A. (1942)
- Vescovo Daniel Figueroa Villón (1945)
- Vescovo Alberto Maria Dettmann y Aragón, O.P. (1945)
- Vescovo Carlos Alberto Arce Masías (1945)
- Vescovo Léon Lommel (1949)
- Arcivescovo Manuel Nunes Gabriel (1957)
- Arcivescovo Gaetano Alibrandi (1961)